# Кзыл Тау (деревня)
 Кзыл Тау  — деревня в Аксубаевском районе Татарстана. Входит в состав Старокиязлинского сельского поселения.

## География
Находится в южной части Татарстана на расстоянии приблизительно 19 км на восток-юго-восток по прямой от районного центра поселка Аксубаево.

## История
Основана в 1929 году переселенцами из села Старые Киязлы.

## Население
Постоянных жителей было: в 1949—376, в 1958—416, в 1970—600, в 1979—513, в 1989—344, в 2002 году 325 (татары 100 %), в 2010 году 278.